# Točnica
Točnica este o comună slovacă, aflată în districtul Lučenec din regiunea Banská Bystrica. Localitatea se află la altitudinea de 261 m deasupra n.m., se întinde pe o suprafață de 11,92 km2 și în 2017 număra 400 de locuitori.

## Istoric
Localitatea Točnica este atestată documentar din 1467.

## Demografie
| An:                | 1994 | 2004    | 2014    | 2024   |
| ------------------ | ---- | ------- | ------- | ------ |
| Număr de persoane: | 293  | 323     | 399     | 392    |
| Diferență:         |      | +10,23% | +23,52% | −1,75% |

| An:                | 2023 | 2024   |
| ------------------ | ---- | ------ |
| Număr de persoane: | 394  | 392    |
| Diferență:         |      | −0,50% |